# إدغار آلان بو (فلم)
إدغار آلان بو (بالإنجليزية: Edgar Allen Poe) هو فيلم أبيض وأسود درامي صامت أمريكي عام 1909 أنتجته شركة بيوغراف في نيويورك وأخرجه وشارك في كتابته ديفيد غريفيث. لعب الممثل هربرت يوست دور البطولة في هذا الفيلم القصير بدور الكاتب والشاعر الأمريكي في القرن التاسع عشر إدغار آلان بو، بينما لعبت ليندا أرفيدسون دور الزوجة بو فيرجينيا. عندما تم إصداره في فبراير 1909 وخلال عرضه في دور العرض، تم تحديد الفيلم والإعلان عنه باستمرار باسم بو الأوسط مكتوبًا بشكل خاطئ في عنوانه الرسمي، باستخدام "e" بدلاً من "a" الثانية الصحيحة. تم شحن الفيلم القصير أيضًا في الأصل إلى دور العرض على "بكرة مقسمة"، وهي بكرة واحدة تستوعب أكثر من فيلم واحد. شارك هذا الفيلم الدرامي الذي يبلغ طوله 450 قدمًا بكرته مع فيلم قصير آخر من إنتاج بيوغراف، وهو الفيلك الكوميدي "إكليل في الوقت المناسب" بطول 558 قدمًا. نجت طبعات كلا الفيلمين وتم الاحتفاظ بلفائف الأصلية، بالإضافة إلى نسخ احتياطية من الفيلمين في مكتبة الكونجرس.

## طاقم التمثيل
- هربرت يوست في دور إدغار آلان بو[3][ا]
- ليندا أرفيدسون في دور فيرجينيا بو
- آرثر ف. جونسون في دور ناشر في المكتب الأول
- تشارلز بيرلي في دور "الشاعر المقيم" في المكتب الأول[3]
- ديفيد مايلز في دور ناشر في المكتب الثاني
- أنيتا هيندري في دور محررة في المكتب الثاني

## روابط خارجية
- إدغار آلان بو  في قاعدة بيانات الأفلام على الإنترنت (بالإنجليزية)
- إدغار آلان بو على موقع يوتيوب